# Vasstandad lyktört
Vasstandad lyktört (Physalis acutifolia) är en potatisväxtart som först beskrevs av John Miers, och fick sitt nu gällande namn av Noel Yvri Sandwith. Enligt Catalogue of Life ingår Vasstandad lyktört i släktet lyktörter och familjen potatisväxter, men enligt Dyntaxa är tillhörigheten istället släktet lyktörter och familjen potatisväxter. Arten förekommer tillfälligt i Sverige, men reproducerar sig inte. Inga underarter finns listade i Catalogue of Life.

## Bildgalleri

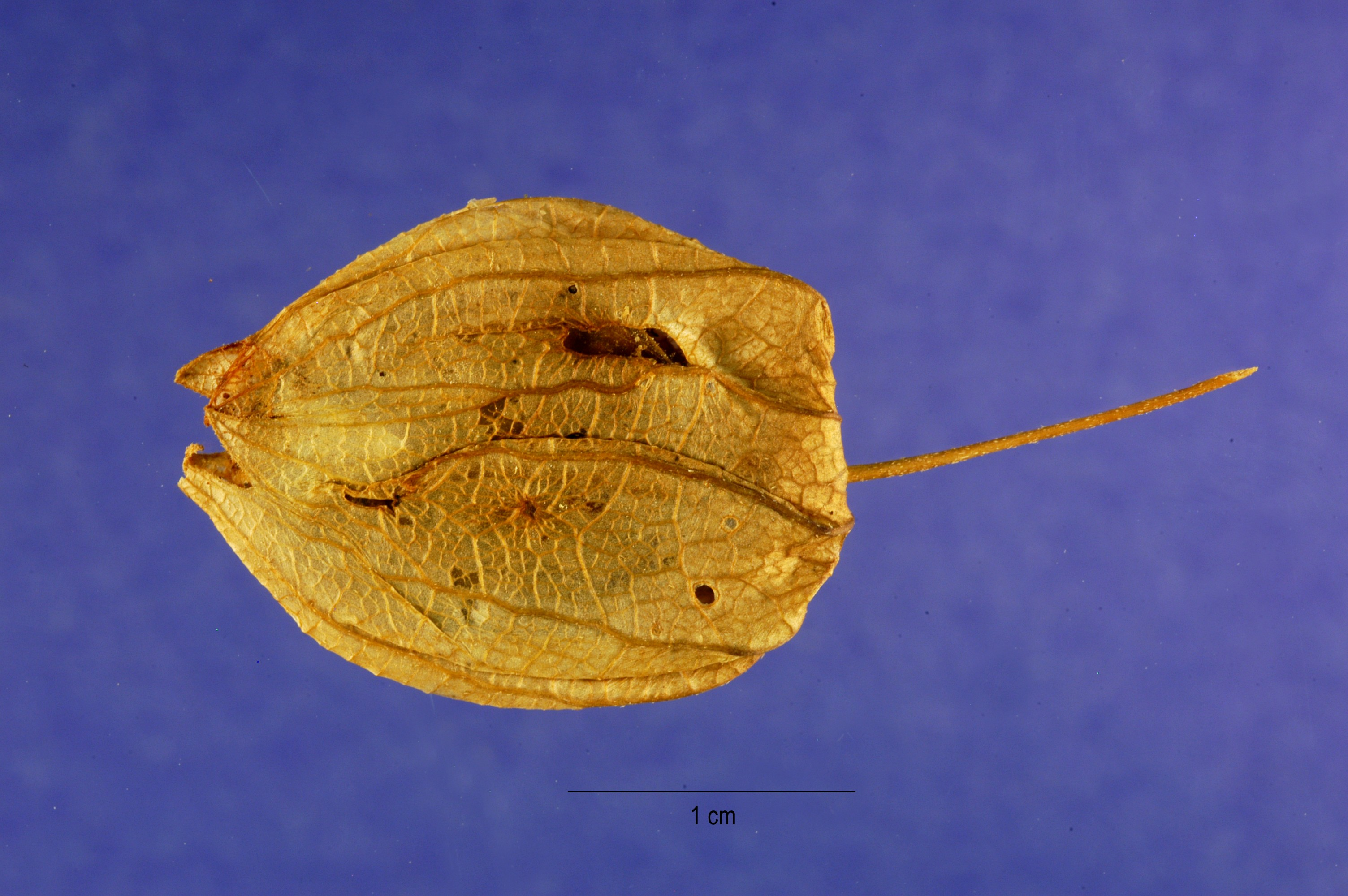